# Sidymella rubrosignata
Sidymella rubrosignata là một loài nhện trong họ Thomisidae.
Loài này thuộc chi Sidymella. Sidymella rubrosignata được Ludwig Carl Christian Koch miêu tả năm 1874.